# Ernest Faut
Ernest Faut (Gent, 27 januari 1879 - Leuven, 17  oktober 1961) was een Vlaams-Belgische kunstschilder. Hij was tekenaar, schilder en lithograaf van decoratieve werken, landschappen, interieurs, psychologische portretten, religieuze taferelen, kerken en begijnhoven.

## Leven en werk
Ernest Faut begon zijn opleiding aan Academie van Brussel bij Constant Montald en studeerde ook aan de Academie van Leuven bij Constantin Meunier. Hij was veertig jaar professor (tot 1944) aan de Academie van Leuven, waar hij tevens de laatste jaren directeur van was.
Hij leverde technisch zeer sterke schilderijen af, met een teer en gevoelig kleurenpalet. Ernest Faut maakte ook gebruik van de clair-obscur-techniek. In de jaren dertig kenmerkt zijn werk voornamelijk symbolische taferelen met een late nawerking van art-nouveau-invloeden. Sommige schilderijen baden in een wazige melancholie.
Zijn werk staat in verscheidene musea, waaronder het M - Museum Leuven.

## Galerij

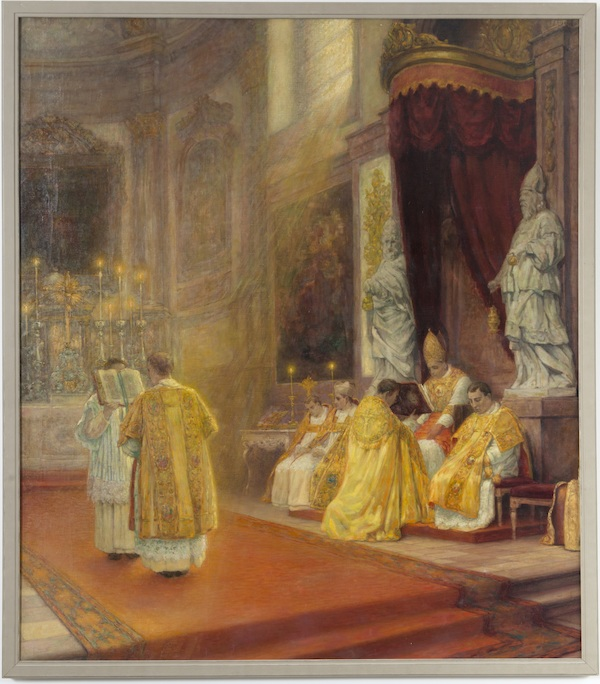
Pontificale hoogmis Abdij van het Park
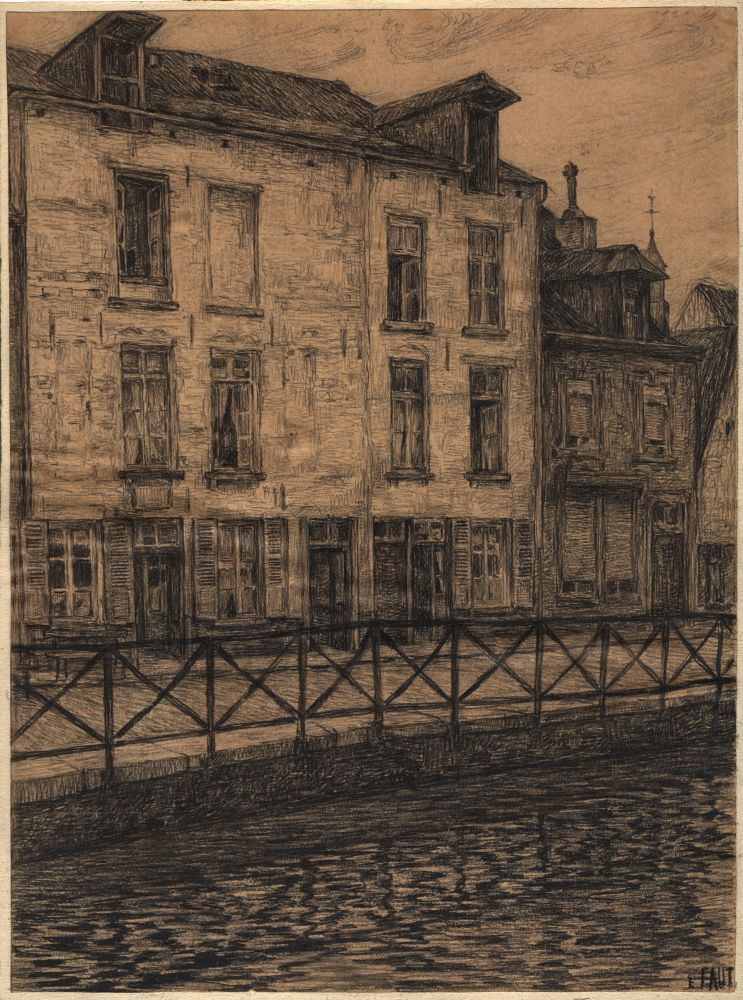
De sluisstraat in Leuven
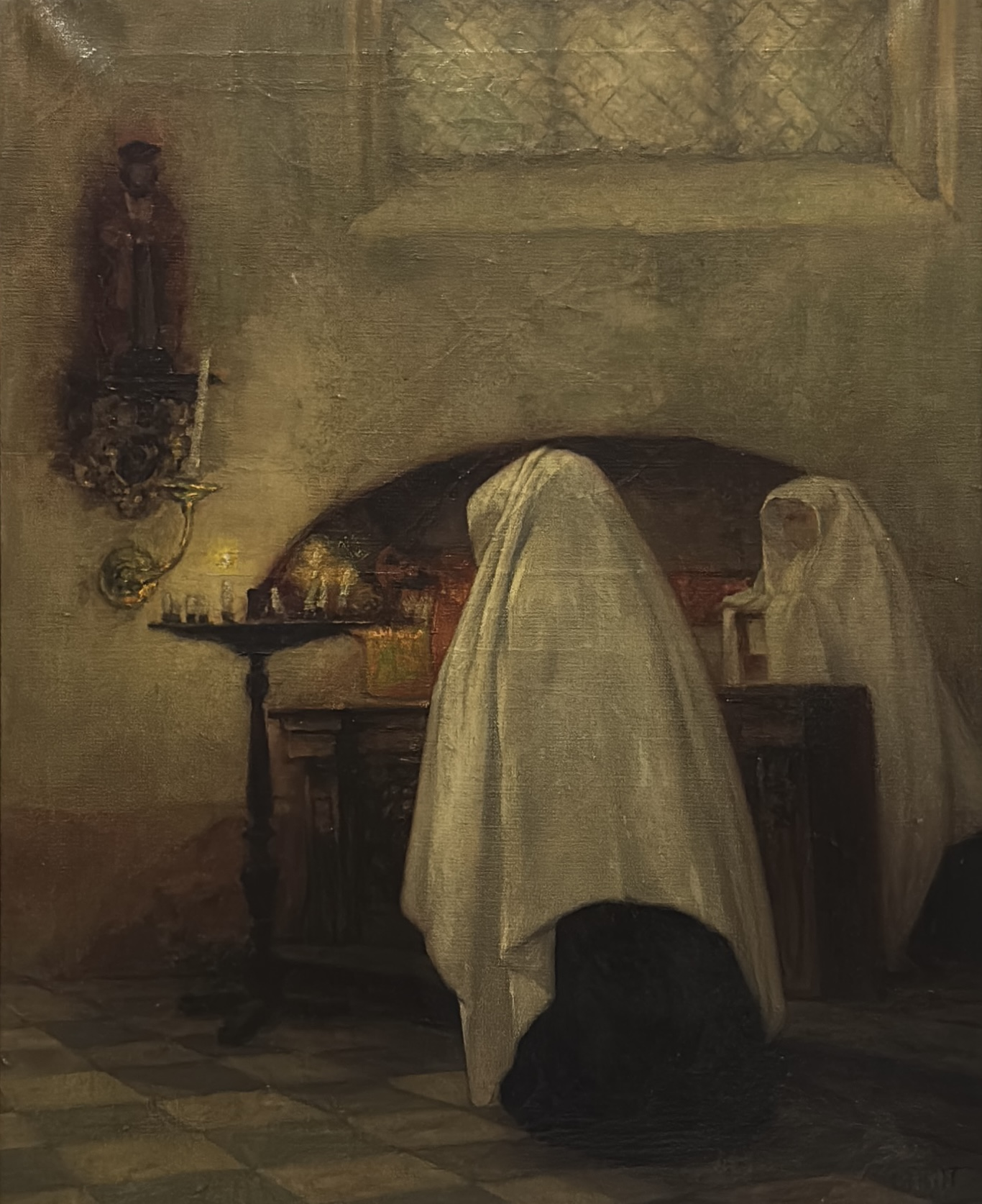
Begijnen in gebed